# Les Ifs
Les Ifs település Franciaországban, Seine-Maritime megyében. Lakosainak száma 72 fő (2022. január 1.). Les Ifs Avesnes-en-Val, Bailly-en-Rivière, Fresnoy-Folny és Wanchy-Capval községekkel határos.

## Népesség
A település népességének változása:
| Lakosok száma | 66   | 77   | 79   | 75   | 73   | 71   | 71   | 72   | 72   |
|               | 2013 | 2015 | 2016 | 2017 | 2018 | 2019 | 2020 | 2021 | 2022 |